# Krusjari
Krusjari (bulgariska: Крушари) är en ort i Bulgarien.   Den ligger i kommunen Obsjtina Krusjari och regionen Dobritj, i den nordöstra delen av landet, 400 km öster om huvudstaden Sofia. Krusjari ligger 210 meter över havet och antalet invånare är 1 722.
Terrängen runt Krusjari är platt, och sluttar norrut. Runt Krusjari är det ganska tätbefolkat, med 75 invånare per kvadratkilometer.. Krusjari är det största samhället i trakten.
Trakten runt Krusjari består till största delen av jordbruksmark.